# Beach 67th Street (línea Rockaway)
 Beach 67th Street   (también llamada Beach 67th Street – Arverne By The Sea) es una estación en la línea Rockaway del Metro de Nueva York de la División B del Independent Subway System antes conocido como el Ramal Rockaway Beach. La estación se encuentra localizada en el barrio Arverne, Queens entre la Playa Calle 67 y Rockaway Freeway. La estación es servida en varios horarios por diferentes trenes del servicio .